# 660'erne f.Kr.
Århundreder: 8. århundrede f.Kr. – 7. århundrede f.Kr. – 6. århundrede f.Kr.
Årtier: 710'erne f.Kr. 700'erne f.Kr. 690'erne f.Kr. 680'erne f.Kr. 670'erne f.Kr. – 660'erne f.Kr. – 650'erne f.Kr. 640'erne f.Kr. 630'erne f.Kr. 620'erne f.Kr. 610'erne f.Kr.
År: 669 f.Kr. 668 f.Kr. 667 f.Kr. 666 f.Kr. 665 f.Kr. 664 f.Kr. 663 f.Kr. 662 f.Kr. 661 f.Kr. 660 f.Kr.

## Begivenheder
- Miyake-hændelse omkring 664-663 f.Kr.[1]